# James Dean
James Byron Dean (Marion, Indiana, 8 februari 1931 – Cholame, Californië, 30 september 1955) was een Amerikaans acteur. Hij belichaamde de opstandige jeugd, onder meer in zijn bekendste film Rebel Without a Cause.

## Jeugdjaren
James Dean, die ook vaak Jimmy werd genoemd, werd geboren in Marion, Indiana. Dean bracht zijn eerste jaren door in Fairmount, zo'n 15 kilometer van Marion. Hij woonde er met vader Winton (een tandtechnicus) en moeder Mildred Wilson op drie verschillende plekken. Op zesjarige leeftijd verhuisde hij met zijn ouders naar Santa Monica, in Californië. Zijn vader had daar een baan gekregen. Zijn moeder overleed toen hij negen jaar was. Zijn vader zei dat hij niet voor hem kon zorgen en liet zijn zoon opgroeien op de boerderij van diens oom en tante in Fairmount. Marcus en Ortense Winslow voedden hem op alsof het hun eigen kind was. Ze stonden zelfs hun slaapkamer op de bovenverdieping af, omdat Dean de meubels zo mooi vond.
Op de middelbare school, de Fairmount High School, zat Dean in het basketbalteam. Hij was dol op motorfietsen. Dean kwam regelmatig thuis bij pastor James DeWeerd, een charismatische, aantrekkelijke dertiger. DeWeerd was voor veel jongens in Fairmount een held. Hij was in de Tweede Wereldoorlog legerpredikant geweest in Spanje en was in Fairmount een van de weinigen die iets van de wereld had gezien. Dean keek bij DeWeerd onder meer naar films over stierenvechten en ze hadden het over poëzie en filosofie. Ze gingen ook samen naar autoraces.
Na de middelbare school, in 1949, ging hij weer naar Californië, naar zijn vader en stiefmoeder. Zijn vader had hem aangeraden daar een studie rechten te volgen. Dean deed dat, maar hij wilde eigenlijk veel liever naar de Universiteit van Californië in Los Angeles, zodat hij acteur kon worden. Een jaar later besloot hij zich alsnog aan te melden voor de UCLA, waar hij theater als hoofdvak koos. Hij verliet het huis van zijn vader.

## Eerste rollen
De eerste betaalde rol voor Dean was in een reclamespotje voor Pepsi, die in 1951 werd uitgezonden. Hij kreeg daarna een rol in de televisiefilm Hill Number One. Dean staakte zijn studie om een carrière als acteur op te bouwen in Hollywood. Hij vond werk dat bestond uit het parkeren van auto's op een terrein, niet ver van de radiostudio's van CBS. Via Rogers Brackett, een man die hij daar ontmoette, kreeg hij rolletjes in radioprogramma's en daarna figureerde en speelde hij rolletjes in films, waaronder in een Dean Martin/Jerry Lewis-film.
Op advies van vrienden besloot Dean naar New York te gaan. Hij werd daar aangenomen bij de Actors Studio van Elia Kazan en kreeg daar les van Lee Strasberg. Hij had rollen in televisieseries als Kraft Television Theatre en Studio One, over Abraham Lincoln. Dean leerde Broadway-producer Lemuel Ayers kennen, die hem in het najaar van 1952 een rol gaf in het stuk See the Jaguar. Het stuk werd slecht ontvangen, maar de recensenten prezen Dean. In 1953 speelde hij in diverse televisieseries. Het jaar erop speelde Dean de rol van Bachir in The Immoralist, de toneelbewerking van de roman van de Fransman André Gide waarin homoseksualiteit centraal staat.

## Filmcarrière in Hollywood
Deans spel kreeg veel waardering. Het leverde hem uiteindelijk een rol op in de film East of Eden, van Elia Kazan, die op advies van Paul Osborn naar hem is gaan kijken. Osborn werkte aan het script van East of Eden, dat is gebaseerd op de roman van John Steinbeck. Kazan kende Dean nog van zijn tijd in de Actors Studio. Kazan was op dat moment een vooraanstaand regisseur. Hij had in 1947 een Oscar gekregen voor Gentleman's Agreement. Dean zou Cal Trask gaan spelen, een rol waarvoor ook Paul Newman in de race is geweest. Zowel Kazan als Steinbeck vond dat 'Jimmy' Cal wás. In zijn rol als Cal streed Dean om de liefde van zijn vader. Dean zou in 1955 postuum worden genomineerd voor een Oscar.
Dean kreeg daarna de hoofdrol in Rebel Without a Cause (1955) en Giant, die pas in 1956 zou uitkomen. In Rebel Without a Cause speelde Dean aan de zijde van Natalie Wood het personage van Jim Stark, een tiener die overhoop ligt met zijn ouders en niet goed weet hoe hij zich als een 'man' moet gedragen. In Giant, met grote sterren als Elizabeth Taylor en Rock Hudson, speelde Dean de rol van Jett Rink, een eenvoudige boer die schatrijk wordt als hij in het bezit komt van een stuk grond waar hij olie ontdekt. Dean werd in 1955 genomineerd voor een Oscar.

## Overlijden
Dean raakte bevriend met Lance Reventlow, een multimiljonair die net als Dean dol was op auto's. Hij is een van de laatste mensen die Dean sprak toen hij met zijn monteur Rudolph Wütherich op weg was naar een autorace in Salinas, in Californië. Hij zou in Salinas in het gastenverblijf van paardentrainer Monty Roberts verblijven en ze wilden er ook kijken naar een ranch voor Dean. Enkele uren later kwam Dean om het leven in zijn Porsche 550 bij Cholame, Californië. Hij reed frontaal in op de auto van Donald Turnupseed, die de weg opreed. Wütherich werd uit de auto geslingerd en raakte gewond. Turnupseed kwam er met wat snijwonden en builen vanaf. Dean overleed kort na het ongeluk. Hij ligt begraven op Park Cemetery in Fairmount.
Zijn uiterlijk, zijn zeer korte carrière, zijn levensstijl en de omstandigheden waaronder hij op zijn vierentwintigste overleed, maakten van Dean een cultfiguur.

## Filmografie
- Family Theatre (televisieserie) - John (afl. Hill Number One, 1951)
- The Bigelow Theatre (televisieserie) - Hank (afl. T.K.O., 1951)
- Fixed Bayonets! (1951) - Amerikaanse soldaat (niet op aftiteling)
- The Stu Erwin Show (televisieserie) - rol onbekend (afl. Jackie Knows All, 1951)
- CBS Television Workshop (televisieserie) - Amerikaanse soldaat (afl. Into the Valley, 1952)
- Studio One (televisieserie) - Piccolo van hotel (afl. Ten Thousand Horses Singing, 1952)
- Sailor Beware (1952) - Boxing opponent's second (niet op aftiteling)
- The Web (televisieserie) - zichzelf (afl. Sleeping Dogs, 1952)
- Hallmark Hall of Fame (televisieserie) - Bradford (afl. Forgotten Children, 1952)
- Studio One (televisieserie) - William Scott (afl. Abraham Lincoln, 1952)
- Lux Video Theatre (televisieserie) - The Boy (afl. The Foggy, Foggy Dew, 1952)
- Has Anybody Seen My Gal? (1952) - Jongere bij soda-fontein (niet op aftiteling)
- The Kate Smith Hour (televisieserie) - Boodschapper (afl. Hounds of Heaven, 1953)
- Treasure Men in Action (televisieserie) - Randy Meeker (afl. The Case of the Watchful Dog, 1953)
- You Are There (televisieserie) - Jesse James (afl. The Capture of Jesse James, 1953)
- Treasury Men in Action (televisieserie) - Arbie Ferris (afl. The Case of the Sawed-Off Shotgun, 1953)
- Tales of Tomorrow (televisieserie) - Ralph (afl. The Evil Within, 1953)
- Studio One (televisieserie) - Joe Palica (afl. Sentence of Death, 1953)
- Campbell Playhouse (televisieserie) - Joe Adams (afl. Something for an Empty Briefcase, 1953)
- Kraft Television Theatre (televisieserie) - Joe Harris / Jim (afl. Prologue to Glory, 1952, en Keep Our Honor Bright, 1953)
- The Big Story (televisieserie) - Rex Newman (afl. Rex Newman, Reporter for the Globe and the News, 1953)
- Omnibus (televisieserie) - Bronco Evans (afl. Glory in the Flower, 1953)
- Campbell Playhouse (televisieserie) - Hank Bradon (afl. Life Sentence, 1953)
- Kraft Television Theatre (televisieserie) - Joe Harris (afl. A Long Time Till Dawn, 1953)
- Armstrong Circle Theatre (televisieserie) - Joey Frazier (afl. The Bells of Cockaigne, 1953)
- Danger (televisieserie) - J.B. (afl. Death Is My Neighbor, 1953)
- Robert Montgomery Presents (televisieserie) - Paul Zalenka (afl. Harvest, 1953)
- Harvest (televisiefilm, 1953) - Paul Zalenka
- Danger (televisieserie) - rol onbekend (afl. No Room, 1953, en The Little Woman, 1954)
- The Philco Television Playhouse (televisieserie) - Rob (afl. Run Like a Thief, 1954)
- Danger (televisieserie) - Augie (afl. Padlocks, 1954)
- General Electric Theater (televisieserie) - Bud/Jongen (afl. I'm a Fool, 1954, en The Dark, Dark Hours, 1954)
- The United States Steel Hour (televisieserie) - Fernand Lagarde (afl. The Thief, 1955)
- East of Eden (1955) - Cal Trask
- Lux Video Theatre (televisieserie) - Kyle McCallum (afl. The Life of Emile Zola, 1955)
- Schlitz Playhouse of Stars (televisieserie) - Jeffrey Latham (afl. The Unlighted Road, 1955)
- Rebel Without a Cause (1955) - Jim Stark
- Crossroads (televisieserie) - rol onbekend (afl. Broadway Trust, 1955)
- Giant (1956) - Jett Rink (deze rol kon Dean niet voltooien door zijn overlijden)